# Riesengrotte (Weimar)

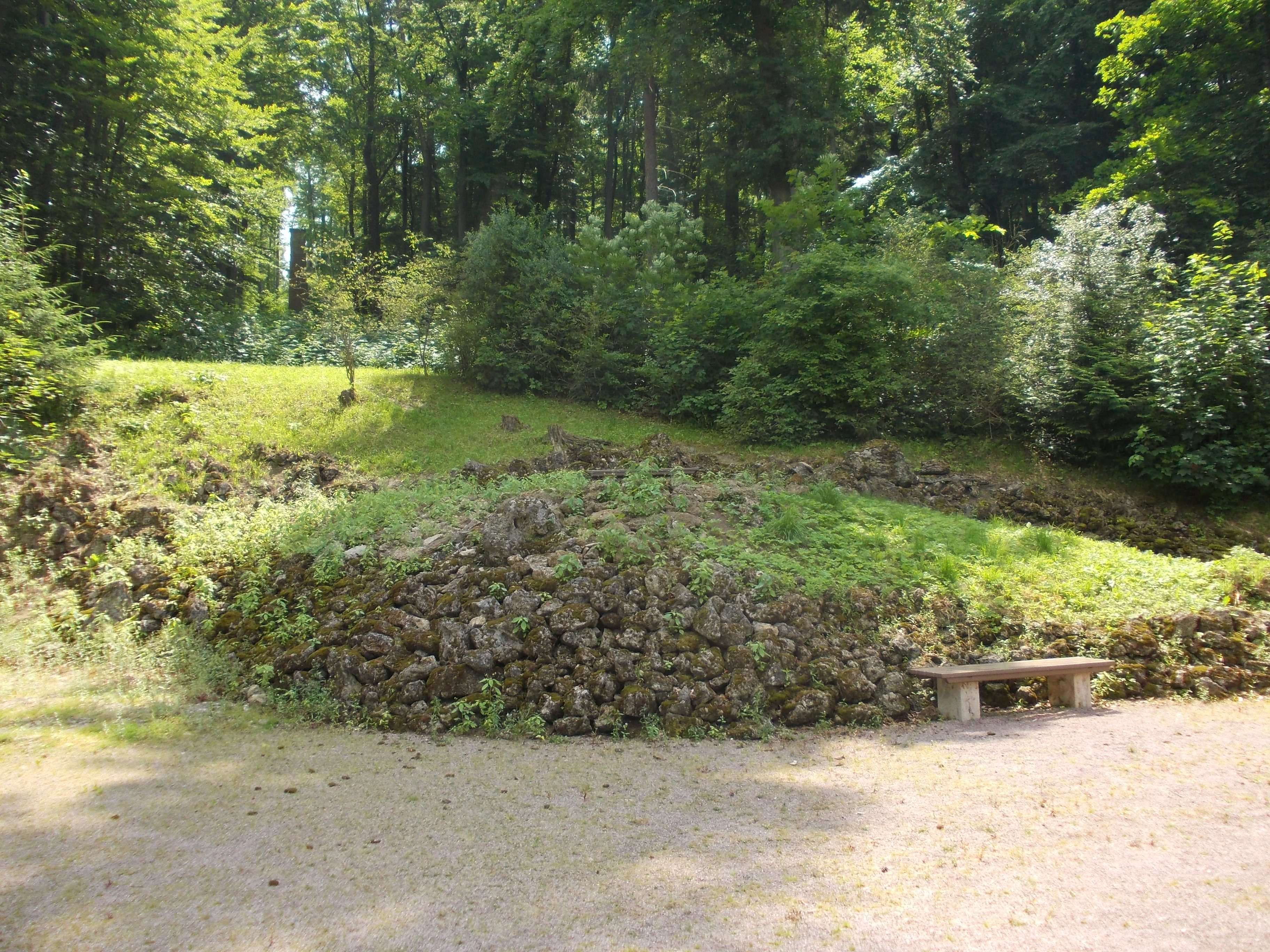
Riesengrotte

Die sog. Riesengrotte im Schlosspark von Belvedere ist gewissermaßen eine künstliche Ruine aus Bruchstein auf der Südseite des Possenbachs gelegen. Sie wurde in den 1820er Jahren angelegt. Es ist neben dem Schneckenberg und dem Obelisken die einzige erhaltene Parkarchitektur im Übergangsbereich zum Belvederer Forst. Sie selbst ist nur in Resten erhalten.
Die sog. Riesengrotte steht auf der Liste der Kulturdenkmale in Ehringsdorf.